# Famille de Tancarville
Pour les articles homonymes, voir Tancarville (homonymie).
La famille de Tancarville est une famille normande éteinte, qui a porté de manière héréditaire le titre de chambellan de Normandie et qui a donné son nom au village de Tancarville.

## Histoire

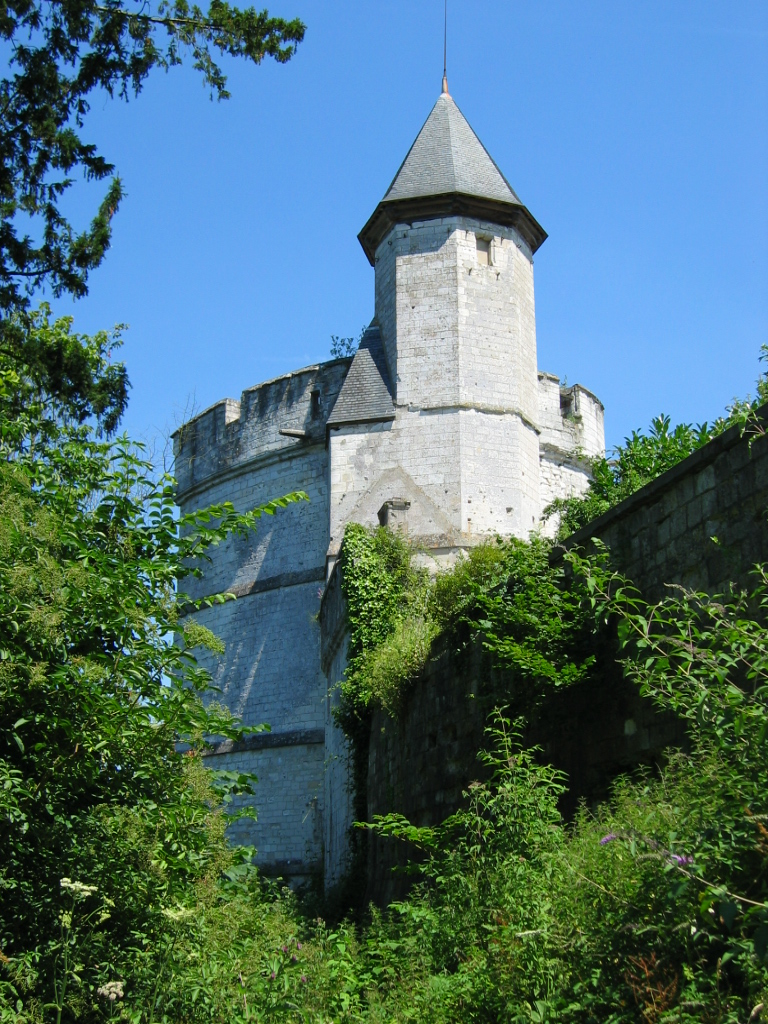
Château de Tancarville.

La famille emprunte son nom au Viking norvégien Thankar Hialtsson de Moere. Son siège principal est dans un premier temps leur manoir de Boscherville, semble entrer en possession de l'honneur de Tancarville, compris sur la forêt de Lillebonne, réserve ducale, par ses services rendus aux ducs, dans le deuxième quart du XIe siècle. Le nom de Tancarville est associé pour la première fois en 1103 à la famille avec « Willelmus de Tancarvilla ».
Raoul Ier est officier du duc de Normandie Robert le Magnifique, dont il commande la flotte. Il conduit en 1029 la flotte que Robert avait projetée contre Knut, roi d'Angleterre, et qui échoue.
Rabel de Tancarville reste le seul chambellan en chef de Normandie et d'Angleterre jusqu'à ce que le roi Henri Ier d'Angleterre crée en 1133 un office héréditaire séparé pour l'Angleterre et le confie à Aubrey II de Vere et ses héritiers.
Bien que les Tancarville soient proches du pouvoir, ils ont très peu de terres en Angleterre. Pour Kathleen Thompson, c'est parce qu'ils font partie des Normands qui « ne trouvent aucun intérêt à l'affaire anglaise ». Ils tiennent par contre quatre-vingt-dix fiefs en Normandie.
Vers 1316, la maison de Melun, par Jean Ier, vicomte de Melun et seigneur de Montreuil-Bellay, s'allie avec les Tancarville dont Jeanne de Tancarville est la dernière héritière.

## Membres notables
(juillet 2025).
- Gérald, seigneur de Tancarville[11].
- Raoul Ier (-vers 1066), son fils[11], chambellan de Normandie depuis au moins 1035[11]. Il est constamment présent à la cour ducale jusqu'environ 1066[11]. Il fit une donation à la collégiale de Saint-Georges de Boscherville[12]. Il semble disparaître avant 1066, car son fils est mentionné comme ayant hérité de son office, qui entretemps est devenu une dignité héréditaire[11].
- Raoul II († 1079[13]), chambellan depuis avant 1066[11]. Wace mentionne un « sire de Tancarville » comme participant à la conquête normande de l'Angleterre dans son Roman de Rou[12]. Il n'existe aucun indice montrant que Raoul ait jamais mis les pieds en Angleterre[13]. Mais aucun office de chambellan en chef n'a été créé en Angleterre durant le règne du Conquérant. D.C. Douglas en conclut que Raoul devait avoir un représentant en Angleterre quand le Conquérant s'y trouvait[13]. À cette époque, le chambellan en chef s'occupe des finances royales et ducales, et notamment de la collecte des impôts, comme il le faisait avant la conquête[13].
- Guillaume Ier de Tancarville (vers 1075-1129), fils de Raoul, chambellan en chef de Normandie et d'Angleterre[14]. Il semble certain qu'il est le chambellan du duc Robert Courteheuse, puis celui de son frère Henri Beauclerc, après sa victoire à la bataille de Tinchebray (1106)[15]. Il est un proche conseiller du roi Henri Ier d'Angleterre[16],[17]. Il est un fréquent témoin de ses actes, et exerce aussi la fonction de juge[18]. Considéré comme un seigneur durablement fidèle au roi par Ordéric Vital, il participe à ses côtés au siège du château d'Eu en 1089[19]. Il participe à la bataille de Brémule (1119) aux côtés du roi d'Angleterre contre le roi de France lors d'une rencontre fortuite dans le Vexin[20]. D'après Henri de Huntingdon, c'est lui qui commande la force qui capture le rebelle Galéran IV de Meulan en 1124 à Bourgtheroulde. Toutefois, le chroniqueur normand Orderic Vital ne le mentionne pas dans son récit de cet événement[21]. Il fonde l'abbaye de Saint-Georges de Boscherville (vers 1112/1113), qui remplace la collégiale fondée par son père. Grâce à son patronage, elle attire un grand nombre de donations, notamment celle du roi Henri Ier qui lui donne le port de Bénouville[22]. Celle-ci devient le lieu de sépulture de la famille. Il épouse Mathilde d'Arques, héritière d'une puissante famille[a].
- Lucie, fille du précédent. Elle épouse Guillaume de Vernon, seigneur de Vernon et de Néhou et apporte en dot les fiefs de Saint-Floxel et de Vaudiville (aujourd'hui un hameau de Saint-Floxel)[23], et peut-être le fief de Gonneville-sur-Honfleur[24].
- Rabel de Tancarville (vers 1090-après 1137), fils de Guillaume Ier. Il hérite de la charge de chambellan de Normandie de son père[25]. Toutefois, il n'existe aucune preuve qu'il ait exercé cette fonction durant le règne d'Henri Ier d'Angleterre[18]. Orderic Vital mentionne qu'il débarque de la Blanche-Nef juste avant son départ, car il réalise qu'il y a trop de gens à bord[26]. Il échappe ainsi au désastreux naufrage (1120). Après que les barons normands ont échoué a confier le duché au comte Thibaut IV de Blois, Rabel fortifie ses puissants châteaux, s'empare de la forteresse ducale proche de Lillebonne, et refuse de reconnaître Étienne d'Angleterre pour une raison inconnue[25]. En 1137, Étienne débarque dans l'ouest de la Normandie, bien décidé à en découdre avec Rabel, le chef des dissidents normands[27]. Il se dirige rapidement vers l'est, et s'empare sans avoir trop à s'employer de Mézidon, l'avant-poste de la seigneurie de Tancarville[27]. Il récupère ensuite la forteresse de Lillebonne, puis s'empare du château de Villiers[27]. Rabel décide qu'il est préférable de se soumettre rapidement et est reçu à la cour[27]. Il semble avoir été confirmé par Étienne dans ses fonctions de chambellan de Normandie[28],[b]. En 1127/1128, il remplace à l'abbaye de Sainte-Barbe-en-Auge les chanoines séculiers par des chanoines réguliers venus d'Eu[29]. En 1148, on lui doit l'établissement de la commanderie de Bretteville.
- Guillaume II de Tancarville (vers 1129-1193 en Palestine)[réf. nécessaire], dit « le Jeune », fils du précédent. Il part en croisade avec le roi Richard Cœur de Lion, où il trouve la mort.[réf. nécessaire] C'est dans sa maison qu'est élevé Guillaume le Maréchal[30]. Celui-ci a été recueilli à l'âge de deux ou trois ans, car Guillaume le chambellan est le cousin de sa mère[30]. Il reste en Normandie comme écuyer dans la maison militaire du chambellan jusqu'en 1166[30]. Après une période de tension entre le chambellan, il quitte sa maison et part pour l'Angleterre[30]. Il se voit confier la fonction de gouverneur du Poitou occupée jusque-là par Patrick de Salisbury[31]. Guillaume de Tancarville, considéré comme le « père des chevaliers » par Gautier Map par l'importance de sa troupe, dispose d'un ost de 95 chevaliers[c].
- Raoul III de Tancarville (vers 1150-1204). Il accompagne son père en croisade et en revient.[réf. nécessaire] Les terres de la famille possédées en Angleterre à Benstincton[Où ?] et Wilmundetor[Où ?][réf. nécessaire], sont confisquées par Jean-sans-Terre en 1204, à la suite de la conquête de la Normandie par Philippe-Auguste.
- Guillaume III de Tancarville (vers 1152-1214), son frère, tué à la bataille de Bouvines.
- Guillaume IV de Tancarville (décédé après 1182), fils du précédent. Il est à l'époque l'un des plus grands barons normands. Près de 100 chevaliers suivent sa bannière en cas de convocation par son suzerain le roi d'Angleterre[32].
- Éléonore, sa fille, est unie en 1205 par le roi Philippe-Auguste, qui souhaite rattacher durablement la Normandie au domaine royal, à Adam de Villebéon (+1235), fils de Gautier-le-Jeune, chambellan du roi[33].
- Raoul IV de Tancarville (vers 1180-), fils de Guillaume III. Il épouse Alix ou Aeliz alias Helissende de Meulan-Gournay, dame de Sérans[34].
- Alix de Tancarville, fille de Raoul III. Elle épouse en 1245 Robert Bertran, seigneur de Bricquebec, de Roncheville, de Fauguernon et de Fontenay-le-Marmion, connétable de Normandie[35]. Leur fils Guillaume, vicomte de Fauguernon, épousera Laurence du Merle, sœur du maréchal Foulques du Merle.
- Guillaume IV de Tancarville (vers 1225-1264), fils de Raoul III. Il défendit le Mont-Saint-Michel et accompagna à la croisade Saint-Louis. Il épouse Aude d'Auffay.
- Raoul V de Tancarville (-après 1275), fils du précédent.
- Guillaume V de Tancarville, frère du précédent.
- Robert de Tancarville, frère des précédents. Il est reconnu pour la querelle dite du moulin enragé qui l'oppose à Jean de Harcourt, seigneur des châtellenies de Gravenchon et de Lillebonne[36] Engagé en 1302 dans la bataille de Courtrai contre les flamands, il y trouve la mort. Il épouse Jeanne de Mauvoisin, dame de Rosny[37], qui conclut après la mort de son mari avec Enguerrand de Marigny le mariage de leurs enfants. Le contrat de mariage unissant Guillaume (VI) de Tancarville et Isabelle de Marigny, sept ans chacun, est établi en octobre 1309 à Rouen[38]. Le mariage est célébré en janvier 1310 à Vincennes[39]. Au même moment Jeanne de Tancarville, sœur de Guillaume (VI), épouse Jean (Ier) de Melun.
- Guillaume VI de Tancarville. Il épouse le 23 octobre 1309 Isabelle de Marigny, fille d'Enguerrand de Marigny, ministre et chambellan du roi[40].
- Jeanne de Tancarville, sœur et unique héritière du précédent. Elle épouse vers 1316 Jean de Melun, vicomte de Melun et seigneur de Montreuil-Bellay, chambellan de Normandie (d'où succession). Devenu veuf, ce dernier se remarie à Isabelle d'Antoing d'Épinoy (1300-1354), veuve d'Alphonse II de la Cerda (fils d'Alphonse de la Cerda)[41].

## Généalogie simplifiée
|  |  |       |       |       |       |                        |                    |                    |                    |                       |                    |                    |                    |                        |                        |                        |                        |                        |                        |                      |                      |                      |                      |                |                |                 |                |        |        |        |        |  |  |  |  |  |  |  |  |  |  |  |  |  |  |  |  |
|  |  |       |       |       |       | Gérald († ???)         |                    |                    |                    |                       |                    |                    |                    |                        |                        |                        |                        |                        |                        |                      |                      |                      |                      |                |                |                 |                |        |        |        |        |  |  |  |  |  |  |  |  |  |  |  |  |  |  |  |  |
|  |  |       |       |       |       |                        |                    |                    |                    |                       |                    |                    |                    |                        |                        |                        |                        |                        |                        |                      |                      |                      |                      |                |                |                 |                |        |        |        |        |  |  |  |  |  |  |  |  |  |  |  |  |  |  |  |  |
|  |  |       |       |       |       | Raoul Ier († v. 1066)  |                    |                    |                    |                       |                    |                    |                    |                        |                        |                        |                        |                        |                        |                      |                      |                      |                      |                |                |                 |                |        |        |        |        |  |  |  |  |  |  |  |  |  |  |  |  |  |  |  |  |
|  |  |       |       |       |       |                        |                    |                    |                    |                       |                    |                    |                    |                        |                        |                        |                        |                        |                        |                      |                      |                      |                      |                |                |                 |                |        |        |        |        |  |  |  |  |  |  |  |  |  |  |  |  |  |  |  |  |
|  |  |       |       |       |       | Raoul II († 1079)      |                    |                    |                    |                       |                    |                    |                    |                        |                        |                        |                        |                        |                        |                      |                      |                      |                      |                |                |                 |                |        |        |        |        |  |  |  |  |  |  |  |  |  |  |  |  |  |  |  |  |
|  |  |       |       |       |       |                        |                    |                    |                    |                       |                    |                    |                    |                        |                        |                        |                        |                        |                        |                      |                      |                      |                      |                |                |                 |                |        |        |        |        |  |  |  |  |  |  |  |  |  |  |  |  |  |  |  |  |
|  |  |       |       |       |       | Guillaume Ier († 1129) |                    |                    |                    |                       |                    |                    |                    |                        |                        |                        |                        |                        |                        |                      |                      |                      |                      |                |                |                 |                |        |        |        |        |  |  |  |  |  |  |  |  |  |  |  |  |  |  |  |  |
|  |  |       |       |       |       |                        |                    |                    |                    |                       |                    |                    |                    |                        |                        |                        |                        |                        |                        |                      |                      |                      |                      |                |                |                 |                |        |        |        |        |  |  |  |  |  |  |  |  |  |  |  |  |  |  |  |  |
|  |  |       |       |       |       |                        |                    |                    |                    |                       |                    |                    |                    |                        |                        |                        |                        |                        |                        |                      |                      |                      |                      |                |                |                 |                |        |        |        |        |  |  |  |  |  |  |  |  |  |  |  |  |  |  |  |  |
|  |  | Lucie | Lucie | Lucie | Lucie | Lucie                  | Lucie              |                    |                    | Rabel († ap. 1137)    | Rabel († ap. 1137) | Rabel († ap. 1137) | Rabel († ap. 1137) | Rabel († ap. 1137)     | Rabel († ap. 1137)     |                        |                        |                        |                        |                      |                      |                      |                      |                |                |                 |                |        |        |        |        |  |  |  |  |  |  |  |  |  |  |  |  |  |  |  |  |
|  |  | Lucie | Lucie | Lucie | Lucie | Lucie                  | Lucie              |                    |                    | Rabel († ap. 1137)    | Rabel († ap. 1137) | Rabel († ap. 1137) | Rabel († ap. 1137) | Rabel († ap. 1137)     | Rabel († ap. 1137)     |                        |                        |                        |                        |                      |                      |                      |                      |                |                |                 |                |        |        |        |        |  |  |  |  |  |  |  |  |  |  |  |  |  |  |  |  |
|  |  |       |       |       |       |                        |                    |                    |                    | Guillaume II († 1193) |                    |                    |                    |                        |                        |                        |                        |                        |                        |                      |                      |                      |                      |                |                |                 |                |        |        |        |        |  |  |  |  |  |  |  |  |  |  |  |  |  |  |  |  |
|  |  |       |       |       |       |                        |                    |                    |                    |                       |                    |                    |                    |                        |                        |                        |                        |                        |                        |                      |                      |                      |                      |                |                |                 |                |        |        |        |        |  |  |  |  |  |  |  |  |  |  |  |  |  |  |  |  |
|  |  |       |       |       |       |                        |                    |                    |                    |                       |                    |                    |                    |                        |                        |                        |                        |                        |                        |                      |                      |                      |                      |                |                |                 |                |        |        |        |        |  |  |  |  |  |  |  |  |  |  |  |  |  |  |  |  |
|  |  |       |       |       |       | Raoul III († 1204)     | Raoul III († 1204) | Raoul III († 1204) | Raoul III († 1204) | Raoul III († 1204)    | Raoul III († 1204) |                    |                    | Guillaume III († 1214) | Guillaume III († 1214) | Guillaume III († 1214) | Guillaume III († 1214) | Guillaume III († 1214) | Guillaume III († 1214) |                      |                      |                      |                      |                |                |                 |                |        |        |        |        |  |  |  |  |  |  |  |  |  |  |  |  |  |  |  |  |
|  |  |       |       |       |       | Raoul III († 1204)     | Raoul III († 1204) | Raoul III († 1204) | Raoul III († 1204) | Raoul III († 1204)    | Raoul III († 1204) |                    |                    | Guillaume III († 1214) | Guillaume III († 1214) | Guillaume III († 1214) | Guillaume III († 1214) | Guillaume III († 1214) | Guillaume III († 1214) |                      |                      |                      |                      |                |                |                 |                |        |        |        |        |  |  |  |  |  |  |  |  |  |  |  |  |  |  |  |  |
|  |  |       |       |       |       |                        |                    |                    |                    |                       |                    |                    |                    |                        |                        |                        |                        |                        |                        |                      |                      |                      |                      |                |                |                 |                |        |        |        |        |  |  |  |  |  |  |  |  |  |  |  |  |  |  |  |  |
|  |  |       |       |       |       |                        |                    |                    |                    | Éléonore              | Éléonore           | Éléonore           | Éléonore           | Éléonore               | Éléonore               |                        |                        | Raoul IV († ???)       | Raoul IV († ???)       | Raoul IV († ???)     | Raoul IV († ???)     | Raoul IV († ???)     | Raoul IV († ???)     |                |                |                 |                |        |        |        |        |  |  |  |  |  |  |  |  |  |  |  |  |  |  |  |  |
|  |  |       |       |       |       |                        |                    |                    |                    | Éléonore              | Éléonore           | Éléonore           | Éléonore           | Éléonore               | Éléonore               |                        |                        | Raoul IV († ???)       | Raoul IV († ???)       | Raoul IV († ???)     | Raoul IV († ???)     | Raoul IV († ???)     | Raoul IV († ???)     |                |                |                 |                |        |        |        |        |  |  |  |  |  |  |  |  |  |  |  |  |  |  |  |  |
|  |  |       |       |       |       |                        |                    |                    |                    |                       |                    |                    |                    |                        |                        |                        |                        |                        |                        |                      |                      |                      |                      |                |                |                 |                |        |        |        |        |  |  |  |  |  |  |  |  |  |  |  |  |  |  |  |  |
|  |  |       |       |       |       |                        |                    |                    |                    |                       |                    |                    |                    | Guillaume IV († 1264)  | Guillaume IV († 1264)  | Guillaume IV († 1264)  | Guillaume IV († 1264)  | Guillaume IV († 1264)  | Guillaume IV († 1264)  |                      |                      | Alix                 | Alix                 | Alix           | Alix           | Alix            | Alix           |        |        |        |        |  |  |  |  |  |  |  |  |  |  |  |  |  |  |  |  |
|  |  |       |       |       |       |                        |                    |                    |                    |                       |                    |                    |                    | Guillaume IV († 1264)  | Guillaume IV († 1264)  | Guillaume IV († 1264)  | Guillaume IV († 1264)  | Guillaume IV († 1264)  | Guillaume IV († 1264)  |                      |                      | Alix                 | Alix                 | Alix           | Alix           | Alix            | Alix           |        |        |        |        |  |  |  |  |  |  |  |  |  |  |  |  |  |  |  |  |
|  |  |       |       |       |       |                        |                    |                    |                    |                       |                    |                    |                    |                        |                        |                        |                        |                        |                        |                      |                      |                      |                      |                |                |                 |                |        |        |        |        |  |  |  |  |  |  |  |  |  |  |  |  |  |  |  |  |
|  |  |       |       |       |       | Raoul V († ???)        | Raoul V († ???)    | Raoul V († ???)    | Raoul V († ???)    | Raoul V († ???)       | Raoul V († ???)    |                    |                    | Guillaume V († ???)    | Guillaume V († ???)    | Guillaume V († ???)    | Guillaume V († ???)    | Guillaume V († ???)    | Guillaume V († ???)    |                      |                      | Robert († ???)       | Robert († ???)       | Robert († ???) | Robert († ???) | Robert († ???)  | Robert († ???) |        |        |        |        |  |  |  |  |  |  |  |  |  |  |  |  |  |  |  |  |
|  |  |       |       |       |       | Raoul V († ???)        | Raoul V († ???)    | Raoul V († ???)    | Raoul V († ???)    | Raoul V († ???)       | Raoul V († ???)    |                    |                    | Guillaume V († ???)    | Guillaume V († ???)    | Guillaume V († ???)    | Guillaume V († ???)    | Guillaume V († ???)    | Guillaume V († ???)    |                      |                      | Robert († ???)       | Robert († ???)       | Robert († ???) | Robert († ???) | Robert († ???)  | Robert († ???) |        |        |        |        |  |  |  |  |  |  |  |  |  |  |  |  |  |  |  |  |
|  |  |       |       |       |       |                        |                    |                    |                    |                       |                    |                    |                    |                        |                        |                        |                        |                        |                        |                      |                      |                      |                      |                |                |                 |                |        |        |        |        |  |  |  |  |  |  |  |  |  |  |  |  |  |  |  |  |
|  |  |       |       |       |       |                        |                    |                    |                    |                       |                    |                    |                    |                        |                        |                        |                        | Guillaume VI († ???)   | Guillaume VI († ???)   | Guillaume VI († ???) | Guillaume VI († ???) | Guillaume VI († ???) | Guillaume VI († ???) |                |                | Jeanne          | Jeanne         | Jeanne | Jeanne | Jeanne | Jeanne |  |  |  |  |  |  |  |  |  |  |  |  |  |  |  |  |
|  |  |       |       |       |       |                        |                    |                    |                    |                       |                    |                    |                    |                        |                        |                        |                        | Guillaume VI († ???)   | Guillaume VI († ???)   | Guillaume VI († ???) | Guillaume VI († ???) | Guillaume VI († ???) | Guillaume VI († ???) |                |                | Jeanne          | Jeanne         | Jeanne | Jeanne | Jeanne | Jeanne |  |  |  |  |  |  |  |  |  |  |  |  |  |  |  |  |
|  |  |       |       |       |       |                        |                    |                    |                    |                       |                    |                    |                    |                        |                        |                        |                        |                        |                        |                      |                      |                      |                      |                |                | maison de Melun |                |        |        |        |        |  |  |  |  |  |  |  |  |  |  |  |  |  |  |  |  |

## Héraldique

### Armes de la famille
Les armes de la famille de Tancarville se blasonnent « de gueules à un écusson d’argent, accompagné de huit angennes d’or, ordonnées en orle »,.
Il convient de noter que les archives ne s'accordent pas toutes sur la représentation des angennes comme meuble héraldique. S'agissant d'une fleur imaginaire, à l'étymologie incertaine de surcroît, les armoristes ont une grande liberté de représentation, utilisant différentes formes de pétales (pointus, arrondis, large ou étroits, adjacents ou séparés) et un nombre variable pouvant aller de 4 à 10, la fleur pouvant également être percée ou non.
Dans le cas spécifique de la famille de Tancarville, certains définissent des fleurs à cinq pétales, tandis que d'autres, six,,.
| Armes de la famille de Tancarville. | Armes de la famille avec des « angennes à six pétales arrondis d’or ». |

### Reprises par d'autres familles
Les armes de la famille de Tancarville ont ultérieurement été reprises par leurs successeurs, portant le plus souvent des armes composées.

Blason des comtes de Tancarville, issus de la maison de Melun[47].
Blason des comtes de Tancarville de la famille d'Harcourt[48].

### Reprises par des communes
La commune de Tancarville (Normandie), fondée à la Révolution, continue de porter de nos jours dans son blason une référence aux armes originelles de la famille, en inversant les métaux des angennes et de l'écusson. Plus subtil, celle de Saint-Pierre-de-Manneville, située dans le même département, a repris les angennes des Tancarville dans son chef.

Blason de la commune de Tancarville (Seine-Maritime).
Blason de la commune de Saint-Pierre-de-Manneville (Seine-Maritime).